# Musiikkituottajat
Musiikkituottajat – IFPI Finland (или просто Musiikkituottajat — с фин. — «Музыкальные продюсеры») — зонтичная организация, объединяющая музыкальные продюсерские компании и звукозаписывающие лейблы, действующие на территории Финляндии.
Целью ассоциации является «улучшение культурно-политической ситуации и правовой защиты звукозаписывающей продукции, развитие распространения и производства записей и музыкальных клипов, а также участие в управлении и надзоре за соблюдением прав на производство». Musiikkituottajat является финским представителем Международной федерации производителей фонограмм (IFPI). Это также одна из трех ассоциаций-членов Gramex.

## История
Организация была основана в 1970 году под названием Äänilevytuottajat (с фин. — «Объединение музыкальных продюсеров»). До 1970 года компании в этой отрасли были объединены в Soitinalan Tuottajaliitto (с фин. — «Организация производителей музыкальных инструментов»). В 1982 году организация получила название Suomen Ääni- ja kuvatallennetuottajat ÄKT.
С 1994 года Musiikkituottajat отвечает за составление национального музыкального хит-парада — Suomen virallinen lista. Этот список составлялся в сотрудничестве с финской телерадиокомпанией (Yleisradio) до конца 2009 года. Ассоциация управляет кодами ISRC, используемыми в Финляндии, а также ведет учёт самых продаваемых записей в Финляндии и награждает исполнителей золотыми и платиновыми сертификатами.
В 2010 году компания получила своё нынешнее название Musiikkituottajat.

## Сертификации
При сертификации записей, проданных в Финляндии, Musiikkituottajat учитывает как физические, так и цифровые продажи. 
Альбомы
- Золотой: 10 000
- Платиновый: 20 000

Синглы
- Золотой: 5 000
- Платиновый: 10 000

## Музыкальные премии
Musiikkituottajat организует следующие ежегодные мероприятия:
- Emma Awards (Emma-gaala) — церемония награждения лучших музыкантов и их работ[3].
- Muuvi Awards — церемония награждения лучших музыкальных клипов года.

Кроме того, Musiikkituottajat организовала премию Janne Awards за лучшие музыкальные произведения области классической музыки. С 2002 года награда перестала вручаться, а с 2006 года она были включены в премию Emma Awards.